# María Mercedes Talamante
María Mercedes Talamante Arias (teils auch Talamantes, * 4. Oktober 1994) ist eine mexikanische Leichtathletin, die sich auf den Sprint spezialisiert hat.

## Sportliche Laufbahn
Erste internationale Erfahrungen sammelte María Mercedes Talamante bei der Sommer-Universiade 2019 in Neapel, bei der sie im 100-Meter-Lauf bis in das Halbfinale gelangte und dort mit 11,95 s ausschied. Zudem wurde sie mit der mexikanischen 4-mal-100-Meter-Staffel in 44,82 s Vierte.
2018 wurde Talamantes mexikanische Meisterin in der 4-mal-100-Meter-Staffel.

## Persönliche Bestleistungen
- 100 Meter: 11,58 s (+0,4 m/s), 30. März 2018 in Mexiko-Stadt
- 200 Meter: 23,75 s (+0,5 m/s), 26. April 2018 in Toluca de Lerdo